# Félix Aguilar
Prof. Ing. Félix Aguilar (Provincia de San Juan, 2 de mayo de 1884-La Plata, 28 de septiembre de 1943) fue un astrónomo, profesor e ingeniero argentino considerado como uno de los principales impulsores de la astronomía en ese país.

## Biografía
Estudió en la Facultad de Ciencias Físico-Matemáticas de La Plata, graduándose de Ingeniero Geodesta en 1910. Durante ese periodo realizó diversos perfeccionamientos en astronomía en Francia, en Alemania y en Italia. En 1913 al regresar de sus estudios en el exterior, se incorporó como astrónomo del Instituto del Observatorio Astronómico de la Escuela Superior de Ciencias Astronómicas y Conexas (La Plata), donde se desempeñó como profesor suplente o interino y a partir de 1916 como profesor titular de Análisis Matemático. Más tarde fue elegido miembro titular del Consejo Superior Universitario y finalmente vicepresidente de la universidad.
Dirigió la Estación Astronómica Oncativo, en Córdoba, y fue director del Observatorio Astronómico de La Plata entre 1919 y 1921 (sucediendo a William Joseph Hussey 1911-1917) y desde 1934 hasta su muerte.
Al comenzar el movimiento de la Reforma Universitaria, se apartó de la docencia en la universidad y dictó cursos de Astronomía y Geodesia en la Escuela Superior de Guerra. En 1921 ingreso al Instituto Geográfico Militar del cual fue director de la División Geodesia por 13 años. Organizó el Servicio Internacional de la hora y dio inicio del uso del sistema de coordenadas planas Gauss-Kruger. Realizó importantes estudios geodésicos en todo el país.
En 1935 creó la primera Escuela de Astronomía y Geodesia del país en la Universidad Nacional de La Plata, de donde salieron astrónomos para el Observatorio Nacional Argentino (ONA) a partir de la década de 1940 y discípulos que impulsaron el estudio de la astronomía, como Bernhard Dawson, Carlos Ulrrico Cesco y Juan Nissen. Estableció allí un método riguroso de trabajo que prestigió a la astronomía argentina.
En 1936 fue el principal impulsor de una ley para medir un arco de meridiano, que abarcó todas las latitudes desde La Plata hasta Ushuaia, mediante el uso de un nuevo aparato cuadripendular Askandia.
Publicó obras técnicas, libros para estudios universitarios, tablas de geodesia Astronómica para la observación astronómica, entre ellas, un catálogo de estrellas. Impulsó la gravimetría.
El "Observatorio El Leoncito" hasta 1990 (25.º aniversario del comienzo de las observaciones), pasó a llamarse "Estación Astronómica Carlos Ulrico Cesco (EACUC), en honor al Dr. Cesco, por sus contribuciones a la fundación y operación del Observatorio. Además de "El Leoncito" está el Complejo Astronómico El Leoncito (CASLEO), observatorio IAU code 829, de 1983; y lleva el nombre de Félix Aguilar.

## Publicaciones
Publicaciones destacadas con Félix Aguilar como autor:
- Resultados de las observaciones en la Zona 57° a 61° con el círculo meridiano Gautier durante el año 1914 (Observatorio Nacional de La Plata 1916);
- Resultado de las Observaciones en la Zona 57° a 61° durante el año 1915 (Observatorio Nacional de La Plata 1916);
- Catálogo La Plata B de 7792 estrellas de declinaciones comprendidas entre -57° a ―62° (1875) para el equinoccio de 1925 (Observatorio Nacional de La Plata 1924), en colaboración con Bernhard H. Dawson;
- La teoría de la relatividad (en colaboración), en el "BoIetín del Centro Naval" (Nros. 442-445);
- La tierra como Superficie esférica (Observatorio Nacional de La Plata 1926);
- Contribución a la determinación de la figura matemática de la tierra (Observatorio Nacional de La Plata 1928);
- Proyecto de medición del arco de meridiano argentino, en "Bo1etin de la Univ. de La Plata" (Observatorio Nacional de La Plata 1934);
- Lecciones de geodesia (dos tomos, Observatorio Nacional de La Plata 1937-1938);
- La hora en la República Argentina (Revista Astronómica, 1938);
- Una Solución del método Gauss generalizado a más de 3 astros y tablas auxiliares para tiempo sidéreo y acimut en el instante de la observación (Observatorio Nacional de La Plata 1942).